# Ned Hanlon
Edward Hugh Hanlon, soprannominato "Foxy Ned" (Montville, 22 agosto 1857 – Baltimora, 14 aprile 1937), è stato un giocatore di baseball e allenatore di baseball statunitense che ha giocato nel ruolo di esterno nella Major League Baseball (MLB). È entrato nella National Baseball Hall of Fame nel 1961.

## Carriera

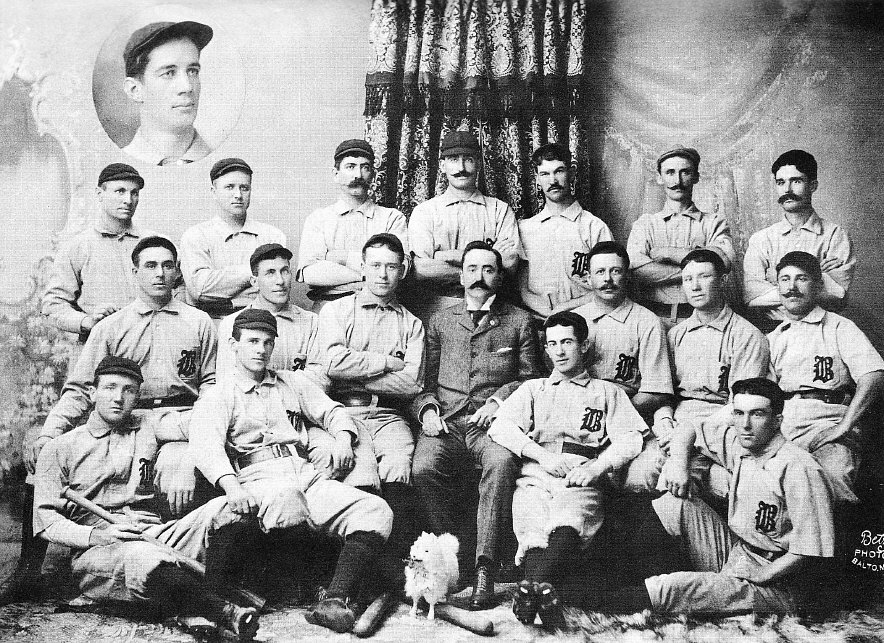
Il manager Ned Hanlon (in vestito, al centro) con gli Orioles del 1896, inclusi Willie Keeler (prima fila, a destra di Hanlon, col gomito sul ginocchio di Hanlon), Hughie Jennings (seconda fila, 2º da destra), Joe Kelley (a sinistra di Hanlon) e John McGraw (prima fila, 2º da sinistra)

Definito da alcuni come "il padre del baseball moderno", Hanlon fu un manager nella Major League Baseball dal 1889 al 1907, con un bilancio di 1.313–1.164 (53%) alla guida di cinque diversi club. È ricordato in particolare per essere stato il manager dei Baltimore Orioles (1892–1898) e dei Brooklyn Superbas (1899–1905). In sette stagioni tra il 1894 e il 1900, Hanlon ebbe un record di 635–315, con le sue squadre che vinsero cinque titoli della National League, anche grazie ad avere tra le loro file futuri Hall of Famer come "Wee Willie" Keeler, Joe Kelley, John McGraw e Hughie Jennings.
Durante le sue annate con gli Orioles, Hanlon è accreditato per avere inventato le strategie note come "inside baseball" e "hit and run". Queste strategie si basavano sul lavoro di squadra, la velocità e la precisione nell'esecuzione The Sporting News scrisse che l'introduzione e il perfezionamento dell'inside baseball di Hanlon portò al suo massimo punto di efficienza il colpire e correre in velocità, le battute di sacrificio e il correre tra le basi, in un baseball contraddistinto dall'imprevedibilità. Un giornalista del The Baltimore Sun scrisse che "[Hanlon] si accorse che un punto ottenuto con la strategia valeva quanto un punto ottenuto con una buona battuta. Per tale motivo, sviluppò un gioco offensivo che fece del baseball una forma d'arte".
Hanlon giocò anche per 13 stagioni nella Major League Baseball, principalmente come esterno centro.  Disputò 800 partite come esterno dei Detroit Wolverines, rimanendo con la squadra per tutti i suoi anni di esistenza dal 1881 al 1888 e conquistando la National League nel 1887. Ebbe una media battuta di .260 e una percentuale di arrivo in base di .325, con 930 punti segnati e 1.317 valide.  Anche se non veniva tenuta la statistica delle basi rubate nei suoi primi anni di carriera, Hanlon ne rubò (a una media di 55 l'anno) nei suoi ultimi sei anni come giocatore a tempo pieno.

## Palmarès
Giocatore
- National League: 1

Detroit Wolverines: 1887
Manager
- National League: 5

Baltimore Orioles: 1894, 1895, 1896
Brooklyn Superbas: 1899, 1900